# Dryophilodes
Dryophilodes is een monotypisch geslacht van kevers uit de familie van de klopkevers (Anobiidae).

## Soort
- Dryophilodes australis Blackburn, 1891